# 3 (album Domowych Melodii)
3 – drugi, dwupłytowy album Domowych Melodii wydany w 17 grudnia 2014 roku.

## Lista utworów
CD1
- Jarli 2:30
- Rio 2:41
- Świnia 3:05
- Kołtuna 2:18
- Jacósiu 3:07
- Techno 2:50
- Wilkiem 3:36
- Pamiętam 3:25
- P.Prezydencie 3:11
- Jajo 2:47
- Ścisz.To 3:17

CD2
- Wschód 3:46
- Rycerz 3:19
- ··· 1:50
- Wstydze.Sie 2:29
- Miljon 2:37
- Cukier 3:20
- Brzydala 3:16
- Podobna 2:40
- Irek 3:02
- Cicho 3:09
- Kołyska 3:16

## Twórcy
- Justyna Chowaniak – wokal, pianino, ukulele, teksty, muzyka
- Stanisław Czyżewski – kontrabas, akordeon
- Jakub Dykiert – gitara, perkusja
- Ignacy Zalewski – aranżacja i współkompozycja partii orkiestrowej w utworze „Ścisz.to”
- Hania Raniszewska – aranżacja partii smyczkowej w utworze „Jacósiu”
- Michał Bogdanowicz – gościnnie na wokalu w utworze „Kołtuna”